# Dezoksinukleozid kinaza
Dezoksinukleozid kinaza (EC 2.7.1.145, multispecifična dezoksinukleozidna kinaza, ms-dNK, multisupstratna dezoksiribonukleozidna kinaza, multifunkcionalna dezoksinukleozidna kinaza, D. melanogaster dezoksinukleozidna kinaza, Dm-dNK) je enzim sa sistematskim imenom ATP:dezoksinukleozid 5'-fosfotransferaza. Ovaj enzim katalizuje sledeću hemijsku reakciju
ATP + 2'-dezoksinukleozid {\displaystyle \rightleftharpoons } ADP + 2'-dezoksinukleozid 5'-fosfat
Enzim iz embrioniskih ćelija Drosophila melanogaster se razlikuje od drugih dezoksinukleozidnih kinaza [ EC 2.7.1.76 (dezoksiadenozinska kinaza) i EC 2.7.1.113 (dezoksiguanozinska kinaza)] u pogledu njegove široke specifičnosti za sva četira uobičajena dezoksinukleozida.

## Literatura
- Nicholas C. Price; Lewis Stevens (1999). Fundamentals of Enzymology: The Cell and Molecular Biology of Catalytic Proteins (Third изд.). USA: Oxford University Press. ISBN 019850229X.
- Eric J. Toone (2006). Advances in Enzymology and Related Areas of Molecular Biology, Protein Evolution (Volume 75 изд.). Wiley-Interscience. ISBN 0471205036.
- Branden C; Tooze J. Introduction to Protein Structure. New York, NY: Garland Publishing. ISBN 0-8153-2305-0.
- Irwin H. Segel. Enzyme Kinetics: Behavior and Analysis of Rapid Equilibrium and Steady-State Enzyme Systems (Book 44 изд.). Wiley Classics Library. ISBN 0471303097.

## Spoljašnje veze
- Deoxynucleoside+kinase на 